# Viking Press
Viking Press (formal Viking Penguin, menționată și Viking Books) este o editură americană deținută în prezent de conglomeratul media Penguin Random House. A fost fondată în New York la 1 martie 1925 de către Harold K. Guinzburg și George S. Oppenheimer și apoi achiziționată de compania americană Penguin Group în 1975.

## Istoric
Guinzburg, absolvent al Universității Harvard și fost angajat al editurii Simon and Schuster, și Oppenheimer, absolvent al Williams College și fost angajat al editurii Alfred A. Knopf, a fondat editura Viking în 1925 cu scopul de a publica non-ficțiune și „ficțiune caracterizată printr-o anumită pretenție de a avea mai degrabă o importanță permanentă decât un interes popular efemer”. B. W. Huebsch s-a alăturat firmei la scurt timp după aceea. Fiul lui Harold Guinzburg, Thomas, a devenit președintele companiei în 1961.
Numele și sigla firmei – o corabie vikingă desenată de Rockwell Kent – au fost menite să evoce ideile de aventură, explorare și acțiune curajoasă implicate de cuvântul „Viking”.

## Autori notabili publicați
Viking Press, de-a lungul timpului, a publicat lucrările unor autori notabili ca: 
- Abdullah al II-lea, rege al Iordaniei
- Kingsley Amis
- Sherwood Anderson
- Hannah Arendt
- Antony Beevor
- Saul Bellow
- Ludwig Bemelmans
- T. C. Boyle
- Geraldine Brooks
- Daniel James Brown
- Lan Cao
- William S. Burroughs
- Rosanne Cash
- J.M. Coetzee
- Leonard Cohen[6]
- Theodore Draper
- Lawrence Durrell
- Kim Edwards
- Daniel Ellsberg
- Helen Fielding
- Frederick Forsyth
- Tana French
- Elizabeth Gilbert
- Rumer Godden
- Elizabeth George
- Will Gompertz
- Graham Greene
- Robert Greene
- Martha Grimes
- James Weldon Johnson
- Jan Karon
- Garrison Keillor
- William Kennedy
- Jack Kerouac
- Ken Kesey
- Kristopher Jansma
- James Joyce
- Sue Monk Kidd
- D.H. Lawrence
- Peter Matthiessen
- Stephen King
- Terry McMillan
- Arthur Miller
- Jojo Moyes
- Octavio Paz
- Steven Pinker
- Thomas Pynchon
- Kate Seredy
- Wallace Stegner
- John Steinbeck
- Rex Stout
- August Strindberg
- Whitney Terrell
- Carl Van Doren
- William T. Vollmann
- David Foster Wallace
- Rebecca West
- Patrick White

## Vezi și
- The Penguin Encyclopedia of Horror and the Supernatural
- Categorie:Cărți Viking Press